# فارلی، شهرستان مندوسینو، کالیفرنیا
فارلی (به انگلیسی: Farley) یک منطقهٔ مسکونی در ایالات متحده آمریکا است که در شهرستان مندوسینو، کالیفرنیا واقع شده‌است. فارلی ۳۲۷ متر بالاتر از سطح دریا واقع شده‌است.